# Drink

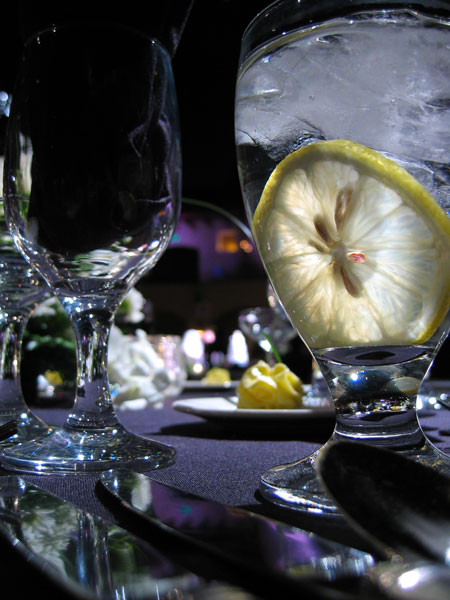
Drinkar

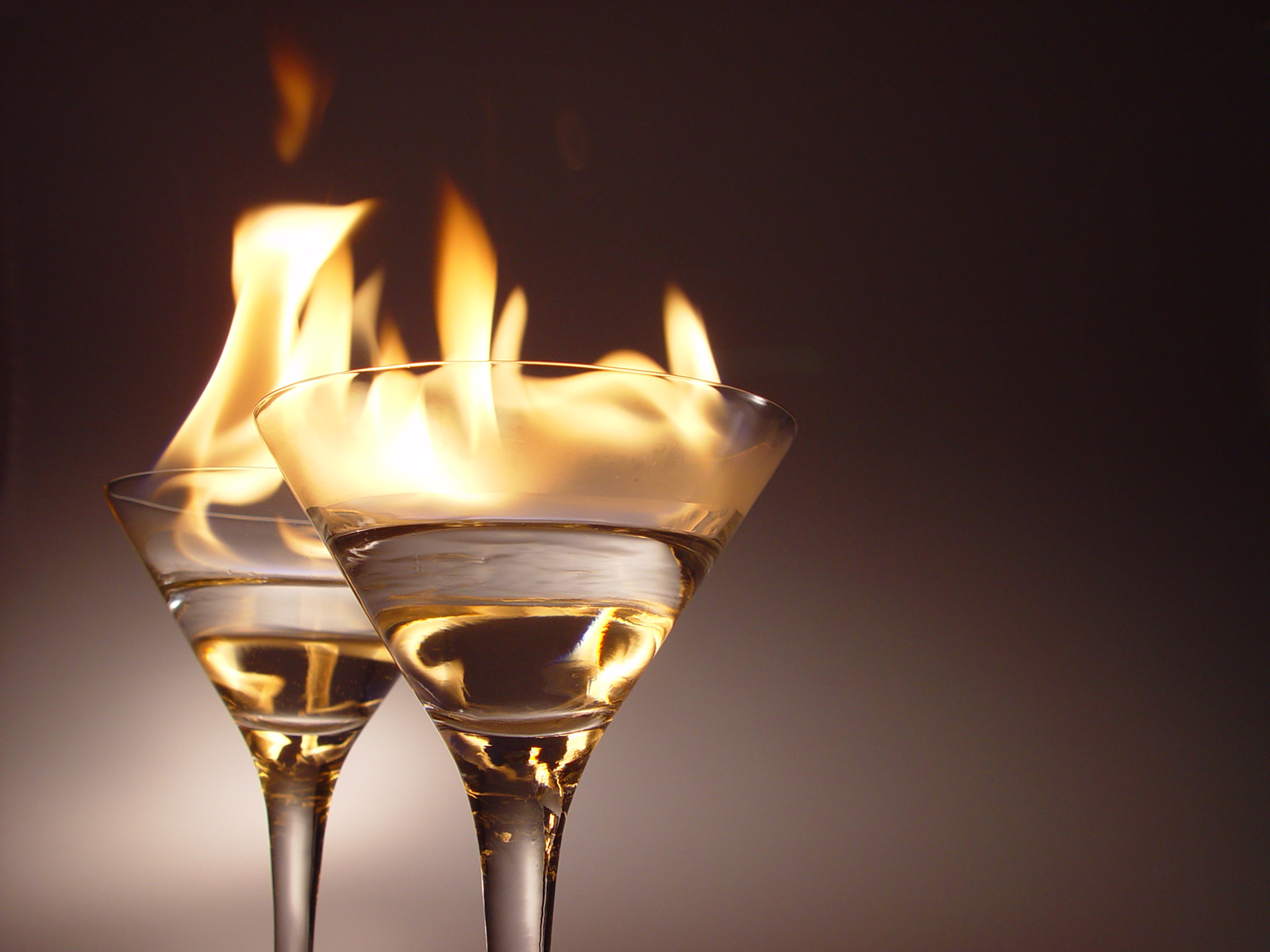
Flamberade drinkar

En drink är en dryckesvara som blandats glasvis, oftast innehållande en eller flera spritdrycker. På engelska kan en "drink" syfta på alla sorters drycker från vatten och juice till drycker som innehåller alkohol. På svenska (och danska) menar man med "drink" emellertid uteslutande drycker med flera än en ingrediens och innehållande alkohol - såvida man inte explicit säger en "alkoholfri drink".
Man skiljer mellan flera olika drinktyper, som long drink, cocktail och shot. De icke-alkoholhaltiga dryckerna i drinken brukar sammanfattande kallas virke.

## Drinkfamiljer
En drinkfamilj är en grupp av drinkar som bygger på samma grundprinciper, det vill säga vilka ingredienser de ska innehålla, hur de ska blandas och hur de bör serveras.
Några vanliga drinkfamiljer:
| Drinkfamilj | Beskrivning | Exempel                               |
| ----------- | --- | ------------------------------------- |
| Highball    | Det som i vanligt tal kallas "grogg" och består av två ingredienser: en bassprit och en kolsyrad mixer.                                                 | Gin & tonic, Long Island Iced Tea     |
| Sour        | Består av sprit, citron- eller limejuice och sockerlag. Till en sour tillsätts ofta också äggvita för att få ett fint skum och en krämigare konsistens. | Whisky sour, Margarita, Mojito        |
| Collins     | Består av bassprit, citronjuice, socker och sodavatten och serveras med is.                                                                             | Tom Collins, Whisky Collin            |
| Fizz        | Samma basrecept som en Collins, men serveras utan is.                                                                                                   | Gin fizz                              |
| Julep       | Består av sprit, socker och mynta. | Mint Julep, Champagne Julep           |
| Frozen      | Drinkar som mixas tillsammans med is till en slushliknande konsistens. De innehåller ofta frukt.                                                        | Strawberry daiquiri, Frozen Margarita |

## Blandning av drinkar
Drinkar blandas ibland i glaset, ibland i särskilda kärl. Ingredienserna kan röras ihop, men kan också skakas ihop till exempel i en Boston shaker.

## Alkoholfria drinkar
Alkoholfria drinkar är ett bra val för allt ifrån den gravida till den som bara vill variera sig ibland eller slippa bakfylla, samt för de som aktivt väljer en nykter livsstil. Motsvarigheten till Cocktail (alkohol) kallas Mocktail (alkoholfri).
En av de mest kända alkoholfria drinkarna, Shirley Temple, har fått sitt namn av artisten Shirley Temple som drack drinken när hon gick på premiärer som ung och inte fick dricka alkohol. Drinken består av Grenadin, Ginger ale, apelsinjuice. Arnold Palmer är en annan känd alkoholfri drink, som fått sitt namn från den amerikanska golfaren Arnold Palmer, som brukade beställa drinkar med halva glaset iste och andra halvan lemonad.

## Kända drinkar
- Bloody Mary
- Dry martini
- Gimlet
- Gin och tonic
- Irish coffee
- Margarita
- Mojito
- Screwdriver
- White russian